# Чугуевское сельское поселение
Чугуевское се́льское поселе́ние — упразднённое сельское поселение в Чугуевском районе Приморского края.
Административный центр — село Чугуевка.

## История
До 29 июня 2010 года вместо Чугуевского сельского поселения существовали Березовское, Бреевское, Уборкинское, Чугуевское сельские поселения. Данные муниципальные образования были наделены статусом сельских поселений Законом Приморского края от 11 октября 2004 года № 147-КЗ "О Чугуевском муниципальном районе". Статус и границы современного Чугуевского сельского поселения установлены Законом Приморского края от 29 июня 2010 года № 636-КЗ «О Чугуевском муниципальном районе»: все выше перечисленные сельские поселения путём объединения были преобразованы в один.
Упразднено 16.09.2019 при объединении всех муниципальных образований Чугуевского района в муниципальный округ.

## Население
| 2006    | 2010    | 2011    | 2012    | 2013    | 2014    | 2015    |
| ------- | ------- | ------- | ------- | ------- | ------- | ------- |
| 16 900  | ↗19 441 | ↘19 371 | ↘18 843 | ↘18 684 | ↘18 366 | ↘18 272 |
| 2016    | 2017    | 2018    | 2019    |         |         |         |
| ↘18 162 | ↗18 169 | ↘17 995 | ↘17 871 |         |         |         |

## Состав сельского поселения
В состав сельского поселения входили 20 населённых пунктов:
| №  | Населённый пункт | Тип населённого пункта       | Население |
| -- | ---------------- | ---------------------------- | --------- |
| 1  | Архиповка        | село                         | ↘202      |
| 2  | Берёзовка        | село                         | ↘212      |
| 3  | Булыга-Фадеево   | село                         | ↘1312     |
| 4  | Варпаховка       | село                         | ↘120      |
| 5  | Верхняя Бреевка  | село                         | ↘450      |
| 6  | Заметное         | село                         | ↘139      |
| 7  | Извилинка        | село                         | ↘21       |
| 8  | Каменка          | село                         | ↘690      |
| 9  | Медвежий Кут     | село                         | ↘98       |
| 10 | Михайловка       | село                         | ↗41       |
| 11 | Новомихайловка   | село                         | ↘613      |
| 12 | Новочугуевка     | село                         | ↘284      |
| 13 | Павловка         | село                         | ↘113      |
| 14 | Пшеницыно        | село                         | ↘275      |
| 15 | Соколовка        | село                         | ↘1058     |
| 16 | Тополёвый        | село                         | ↘40       |
| 17 | Уборка           | село                         | ↘851      |
| 18 | Цветковка        | село                         | ↘391      |
| 19 | Чугуевка         | село, административный центр | ↘11 101   |
| 20 | Ясное            | село                         | ↘360      |